# Pato-corredor
O pato-corredor ou ganso-do-orinoco (Neochen jubata) é um ave anseriforme, da família dos anatídeos, em diversas regiões também é chamado de ganso-do-orinoco, marrecão, marrecão do banhado, roncador, além disso recebeu o nome de wa-na-ná, sendo esta denominação utilizada por índios kamaiurá que vivem em regiões do Mato Grosso. Parente dos patos, gansos e cisnes. Ele é o único membro vivo do gênero Neochen.

## Etimologia
Etimologia: do (grego) neos = novo; e khën = ganso, alusão ao seu voo similar ao animal; e do (latim) iuba, iubatus = crista, possui uma crista, ou seja, ''Novo ganso com crista.''

## Nomes vernáculos
- Proto-Mamoré-Guaporé[2]: *βonono
- Sáliba[3]: hunana

## Características
Seus indivíduos apresentam entre 61 e 76 centímetros. Possuem flancos de cor castanha, cabeça e peito cinza-amarelados, manto e asas escuras com um espéculo branco. Seu bico possui as cores preto e rosa. Não há distinção entre as cores de plumagens entre machos e fêmeas, apenas entre o tamanho, sendo o macho maior do que a fêmea.
Segundo Hidalgo (2010), a plumagem dos indivíduos jovens é muito similar aos adultos, sendo assim, a identificação dos mais jovens é dificultada através dessa característica. 
É uma espécie basicamente terrestre, porém, apresenta facilidade para se empoleirar em árvores, não costuma ser visto nadando, esta é uma característica diferente dos demais anatídeos (patos, gansos e cisnes). Possui o costume de ficar nas margens, onde se destaca devido sua agilidade e velocidade se comparado aos outros patos. Seu voo é similar ao de um ganso. 

## Alimentação
A sua dieta alimentar é bastante equilibrada, alimentando-se de partes tenras de vegetais, pequenos invertebrados como insetos, vermes e moluscos (Carboneras, 1992). Encontra sua comida através do forrageamento na terra, pastando (del Hoyo, 1992).

## Reprodução
O pato-corredor é uma espécie muito territorial na época de reprodução, e, geralmente, faz seus ninhos em árvores ocas, apenas ocasionalmente no chão.
O ninho é construído com as penas retiradas do próprio peito do animal. Sua postura é de 6 a 10 ovos, que possuem medidas de 60x42mm, de cor creme e lustrosos, incubados por cerca de 30 dias (Santos, 1979).
O acasalamento ocorre através de várias danças e contorções onde ambos os parceiros se movem com pequenos passos, intercalando momentos em que ficam com seus corpos enrijecidos e pescoços esticados. O macho bate as asas vigorosamente em frente da fêmea da sua escolha. Intensos combates podem ocorrer entre machos rivais. O macho tem um assovio de alta frequência, e os cacarejos do sexo feminino, são muito parecidos com o do ganso egípcio.

## Hábitos
Possui ampla distribuição, mas está ficando cada vez menos comum, com exceção de áreas protegidas e remotas. Frequenta praias abertas, pedregosas, de rios das regiões quentes (Sick 1997), beiras florestadas de rios tropicais e também em espaços abertos de savanas alagadas, geralmente abaixo de 500 m de altitude (del Hoyo 1992). Está desaparecendo dos rios navegáveis (Sick 1997).

## Migração
Segundo descreveu Caboneras (1992), é uma espécie que não apresenta deslocamento migratório longo, já que é do tipo residente. Recentemente cientistas registraram um importante deslocamento migratório desta espécie na amazônia.

## Estado de conservação
As unidades de conservação do Araguaia possuem uma importância primordial para a perpetuação da espécie. Segundo a pesquisa feita pelo doutor em ecologia pela Universidade de Brasília, Paulo de Tarso Zuquim Antas. Quando o rio Araguaia baixa, o pato-corredor (Neochen jubata) procura as praias do Parque Nacional do Araguaia ou do Parque Estadual do Cantão para se reproduzir. Quando o rio sobe, o animal se desloca para as plantações de arrozais, na procura de alimentos. E são muitos, o Araguaia concentra a maior população de Neochen jubata do sul da Amazônia.
O desaparecimento da espécie do estado de São Paulo no Brasil, deve-se ao represamento de grande parte dos rios que correm no interior de São Paulo, levando à supressão de praias e grandes extensões de matas ciliares, ambientes chave para a alimentação e reprodução da espécie.

## Distribuição Geográfica
O Pato-corredor (Neochen jubata), segundo (Sick 1997), apresenta distribuição geral, ocorrendo na Amazônia e Brasil Central. Pode ocorrer a leste dos Andes, desde o norte da América do Sul até o norte da Argentina (Carboneras, 1992). 
Ele é um anatídeo de distribuição estritamente da América do Sul, abrangendo o leste da Colombia, Venezuela, Equador, Guiana, Suriname, Guiana Francesa, zonas amazônicas do Brasil, extremo leste do Peru, Bolívia, oeste do Paraguai, onde é raro, e extremo noroeste da Argentina (BirdLife International 2009). Atualmente, a região do médio curso do rio Juruá, no estado do Amazonas, é onde se encontra a maior população reportada da espécie no bioma Amazônico (Endo et al. 2014). Ainda de acordo com a Birdlife (2006), as maiores populações desta espécie encontram-se no norte da Bolívia e no centro-oeste do Brasil, na Ilha do Bananal.
É raro ou ausente ao longo da costa nas regiões Nordeste, Sudeste e Sul do Brasil. Comumente observado em praias arenosas ao longo de rios de médio e grande porte, com mata ciliar bem desenvolvida. Encontrado também em savanas alagadiças e extensos banhados de água doce (Carboneras, 1992). 